# Пътелейска мелница
Пътелейската мелница (на гръцки: Aνεμόμυλος Aγίου Παντελεήμονα) е историческа производствена сграда, мелница за брашно, в леринското село Пътеле, Гърция.
Мелницата е вятърна и е собственост на община Пътеле. Изградена е от камък и има кръгъл план. Стените са по-дебели в основата и по-тънки нагоре. Покривът е дървен, а покритието керемидено. Липсват вътрешният механизъм на мелницата и колелото.
В 1986 година като пример за традиционната местна архитектура мелницата е обявена за паметник на културата.